# Бос (Приморская Сена)
Бос (фр. Boos) — город на севере Франции, регион Нормандия, департамент Приморская Сена, округ Руан, кантон Ле-Мениль-Энар. Расположен в 10 км к юго-востоку от Руана. На территории коммуны расположен аэропорт Руана Вале де Сен. Один из многочисленных городов-спутников Руана, входит в состав Метрополии Руан Нормандия.
Население (2018) — 3 867 человек.

## Достопримечательности
- Комплекс зданий бывшего аббатства Сент-Аман
- Голубятня XVI века
- Церковь Святого Спасителя XIII—XVII в стиле Ренессанс

## Экономика
Структура занятости населения:
- сельское хозяйство — 0,0 %
- промышленность — 18,1 %
- строительство — 13,5 %
- торговля, транспорт и сфера услуг — 43,3 %
- государственные и муниципальные службы — 25,1 %

Уровень безработицы (2017) — 7,7 % (Франция в целом — 13,4 %, департамент Приморская Сена — 15,3 %). 

Среднегодовой доход на 1 человека, евро (2018) — 24 600 (Франция в целом — 21 730, департамент Приморская Сена — 21 140).

## Демография
Динамика численности населения, чел.

## Администрация
Пост мэра Боса с 2020 года занимает Брюно Гризель (Bruno Grisel). На муниципальных выборах 2020 года возглавляемый им правый список победил в 1-м туре, получив 56,26 % голосов.
| Период | Период | Фамилия            | Партия        | Примечания  |
| ------ | ------ | ------------------ | ------------- | ----------- |
| 1995   | 2008   | Ив Гризель         | Разные правые | фермер      |
| 2008   | 2014   | Мишель Бовен       |               | пенсионер   |
| 2014   | 2020   | Франсуаза Тьерслен |               | пенсионерка |
| 2020   |        | Брюно Гризель      | Разные правые |             |

## Галерея
- Бывшее аббатство Сент-Аман
- Голубятня
- Церковь Святого Спасителя